# 東大阪市立岩田西小学校
東大阪市立岩田西小学校（ひがしおおさかしりつ いわたにししょうがっこう）は、大阪府東大阪市岩田町五丁目にある公立小学校。

## 通学区域
- 岩田町一丁目，岩田町四～六丁目，西岩田一～二丁目，西岩田四丁目

## 交通
- 近鉄奈良線 若江岩田駅